# ティントレット
ティントレット（Tintoretto [tintoˈretto], 本名:Jacopo Comin (Jacopo Robusti), 1518年9月29日 - 1594年5月31日）は、イタリアのルネサンス期の画家。
師匠のティツィアーノ、そしてヴェロネーゼとともにルネサンス期のヴェネツィア派を代表する画家。ティツィアーノの色彩とミケランジェロのマニエリスムの形体を結びつけ、情熱的な宗教画を描いた。

## 生涯
ヴェネツィアの染物屋であるジョヴァンニ・バティスタ・ロブスティ(本名ジョヴァンニ・バティスタ・コミン)の息子として生まれたため、「ティントレット（染物屋の息子）」と呼ばれている。画家、文筆家で1642年にティントレットの生涯を出版したカルロ・リドルフィによると、父親によりティントレットはティツィアーノの門下となった。師の影響は《聖パウロの改心》（ワシントン、ナショナル・ギャラリー）や《「この人を見よ」Ecce homo》（サンパウロ美術館）に認められる。しかしそれは長く続かず、ティントレットはティツィアーノに画家としての熟達を承認した署名を与えられ、工房を出ることとなった。1539年の文書によると、ティントレットはマエストロを自称しており、その頃から独立した画家としての活動が示唆されている。1540年頃のティントレットの作品は、彼が当時のヴェネツィア芸術に精通していたことを示しており、ジュリオ・ロマーノ、アンドレア・スキャヴォーネ、フィレンツェの建築家らの作品の研究を経て、自身の作品を研鑽していた。その後は古代の彫刻などを手本に修行を続けたとされている。リドルフィによると、ティントレットはサン・ロレンツォ教会のミケランジェロの彫刻のように、古代の大理石の石膏の色合いの修得に挑戦した。しかし、それはティツィアーノの作品の影響を忘れたわけではなかった。

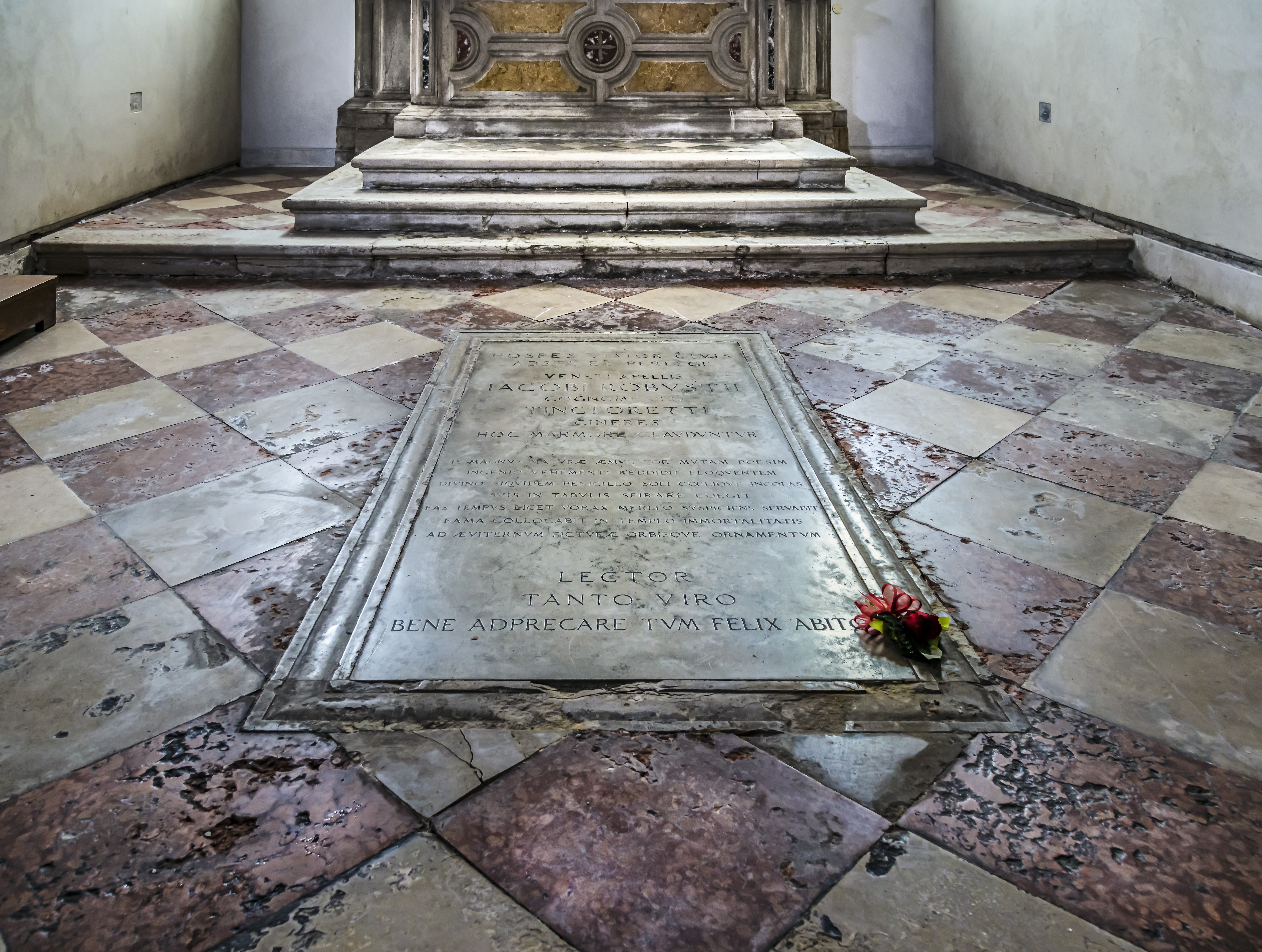
彼の墓

1548年、《聖マルコによる奴隷の解放》をサン・ロッコ同信組合から依頼された。それを皮切りに、ティントレットは公的な仕事を引き受けるようになる。ヴェネツィアでのスクォーラは宗教的組合で、地方の役人によって管理されていた。中世に組合員への物的及び精神的支援を目的として設立され、16世紀中頃にはトリエント公会議の影響で急激に広がった。ティントレットは聖マルコ同信会館とさらに後にはサンロッコ同信会館で作品制作を行った。そこでティントレットは彼の作品に対する観衆と宗教的方式に対する対話者を得た。
ティントレットは横溢する才能の持ち主だった。とりわけ早描きで知られ、聖ロクス兄弟会のために作品を制作した際には、他の画家が素描を仕上げる間にすでにタブローを完成してしまった。またその才能を揮う機会を貪欲に求め、ついにはスキアヴォーネなどの同業者たちの仕事をなんら報酬を求めることもなく手伝ったとも伝えられている。
長い生涯のほとんどをヴェネツィアで過ごし、そこで死んだ、生粋のヴェネツィア人であった。遺骸は自身の作品に彩られたマドンナ・デッロールト教会に埋葬された。

## 作品と様式
ヴェネツィアのドゥカーレ宮殿（総督宮殿）や当時ヴェネツィアにいくつかあったスクオーラ（信徒会、同心会）の会館などのために多くの作品を残している。
ティントレットの絵画は、斬新で大胆な構図と、ドラマティックな表現に特色があり、『聖パウロの改心』、『ガリラヤ湖のキリスト』のような、聖書のエピソードを壮大なドラマのシーンのように描いた作品は、次世紀のバロック絵画を先取りするものといえよう。

## 親族
1550年頃、ティントレットはファウスティーナ・エピスコピという名の女性と結婚した。彼女は1547年サン・マルコ同信組合の番人であったマルコという人物の娘であった。二人の間にはマリエッタ、ドメニコ、マルコという、ティントレットの工房で働いていた三人を含む子供たちが生まれた。
ふたりの子が画家になった。ドミニコは歴史画家としては父より劣っていたが、肖像画の分野で技量を発揮した。晩年卒中によるまひで右手が動かなくなったため、左手で絵画制作をつづけたという逸話が残っている。娘のマリエッタも画家になり、肖像画を得意とした。

## 作品研究：《最後の晩餐》
ヴェネツィアのサン・ジョルジョ・マッジョーレ教会の壁面を今も飾っている『最後の晩餐』は、晩年の代表作である。ここで扱われている「最後の晩餐」はティントレット以前の画家もしばしば取り上げてきた伝統的な画題である。だが先行する15世紀の同主題の作例で繰り返されていた、机を鑑賞者に対し平行に置く表現（これはギルランダイオおよびダ・ヴィンチの作品に認められる（参考図1・2）。）をティントレットは用いていない。その代りに晩餐のテーブルを画面手前から奥へ向かって斜めに配した斬新な構図が採用され、舞台照明のような劇的な光の扱い方、現実と幻想の入り混じった描写にティントレットの特色が現われている。

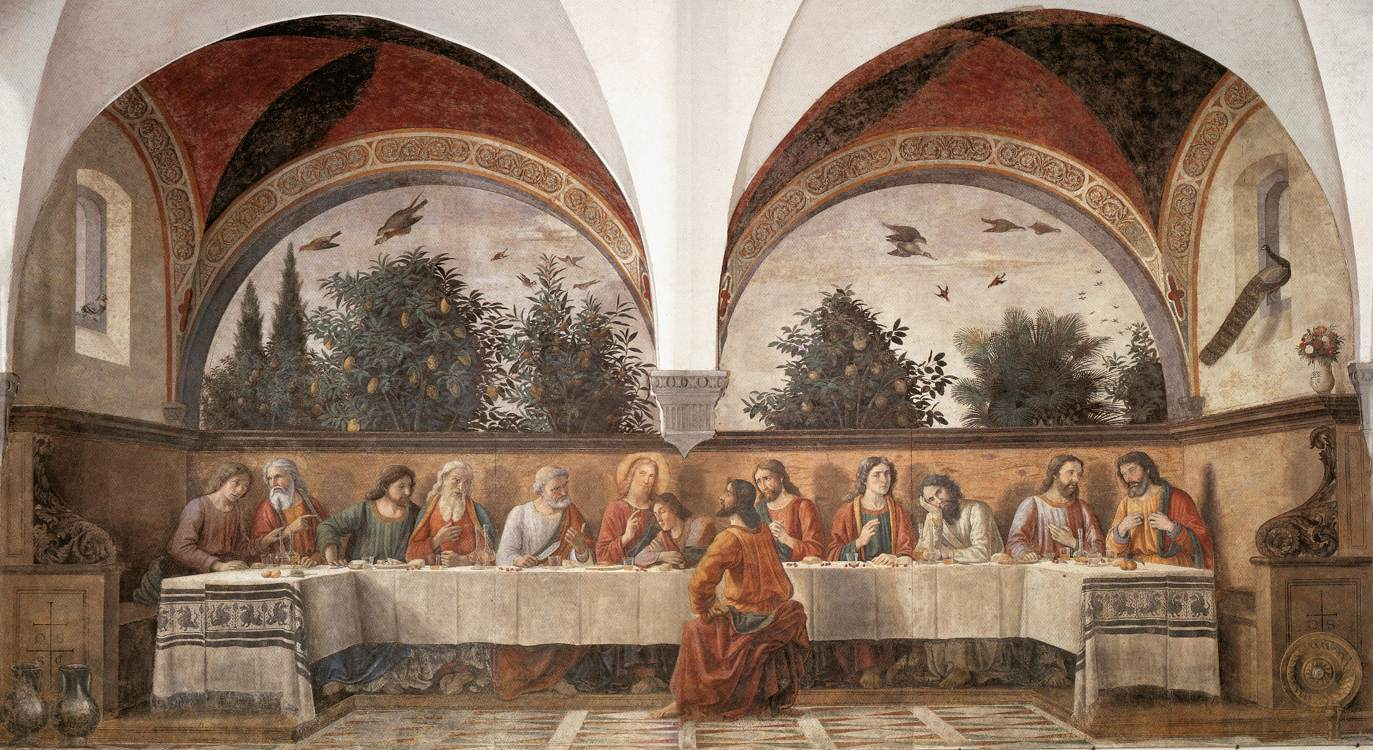
【参考図1】ギルランダイオ《最後の晩餐》1480年

## 代表作

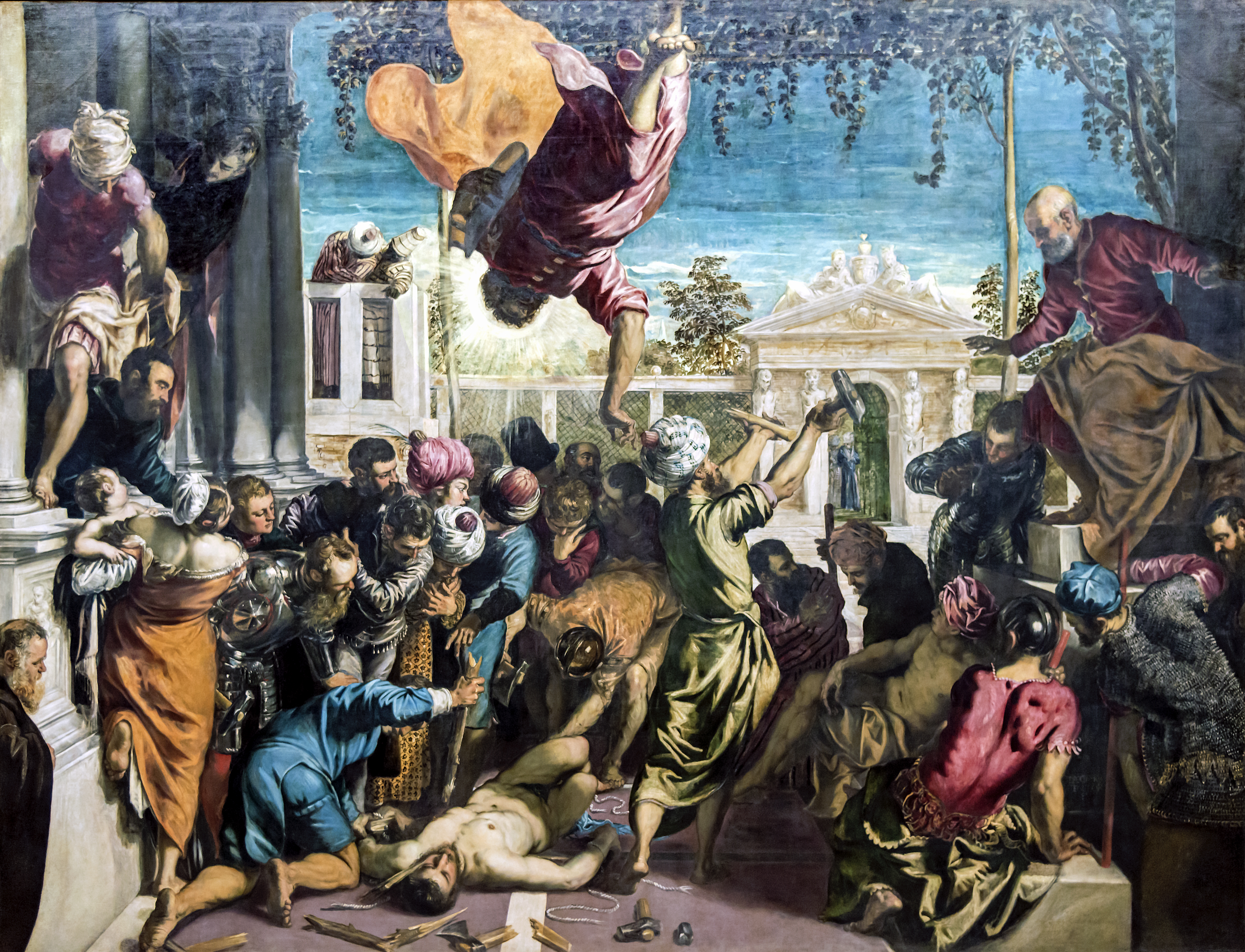
『奴隷を解放する聖マルコ』1548年 ヴェネツィア、アカデミア美術館所蔵
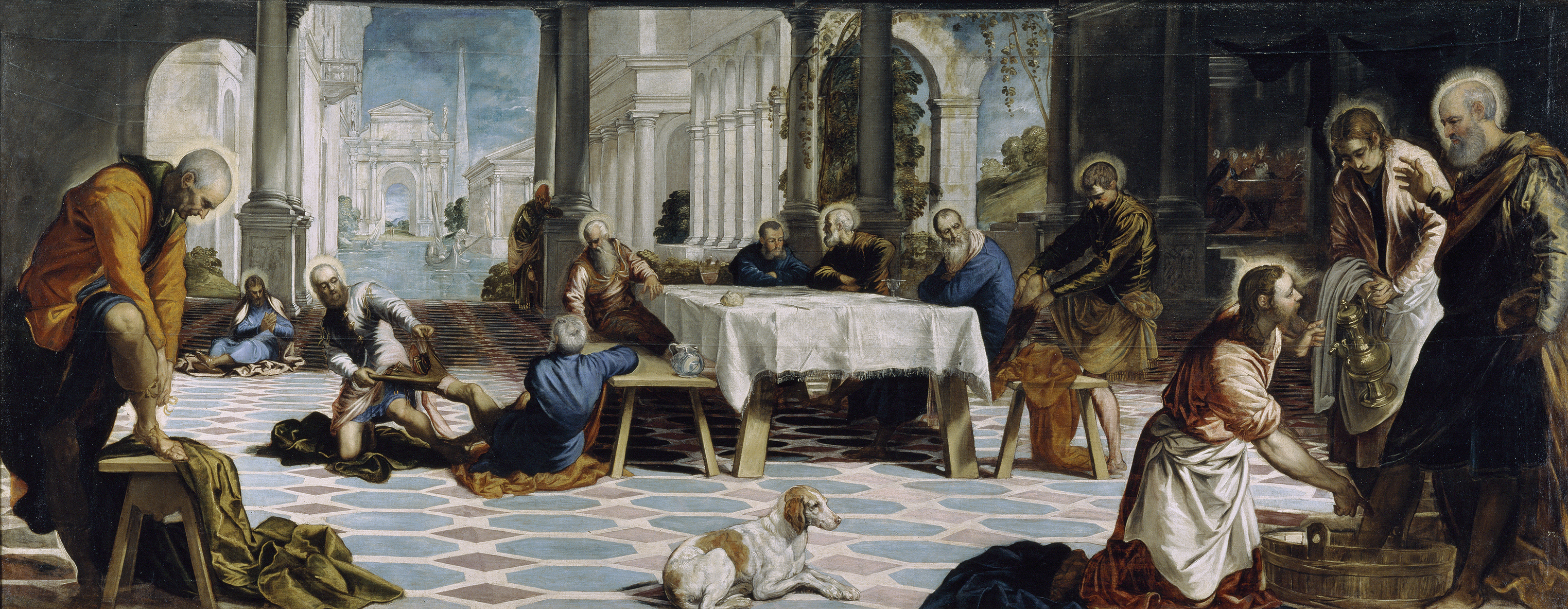
『弟子の足を洗うキリスト』1548年-1549年 マドリード、プラド美術館所蔵
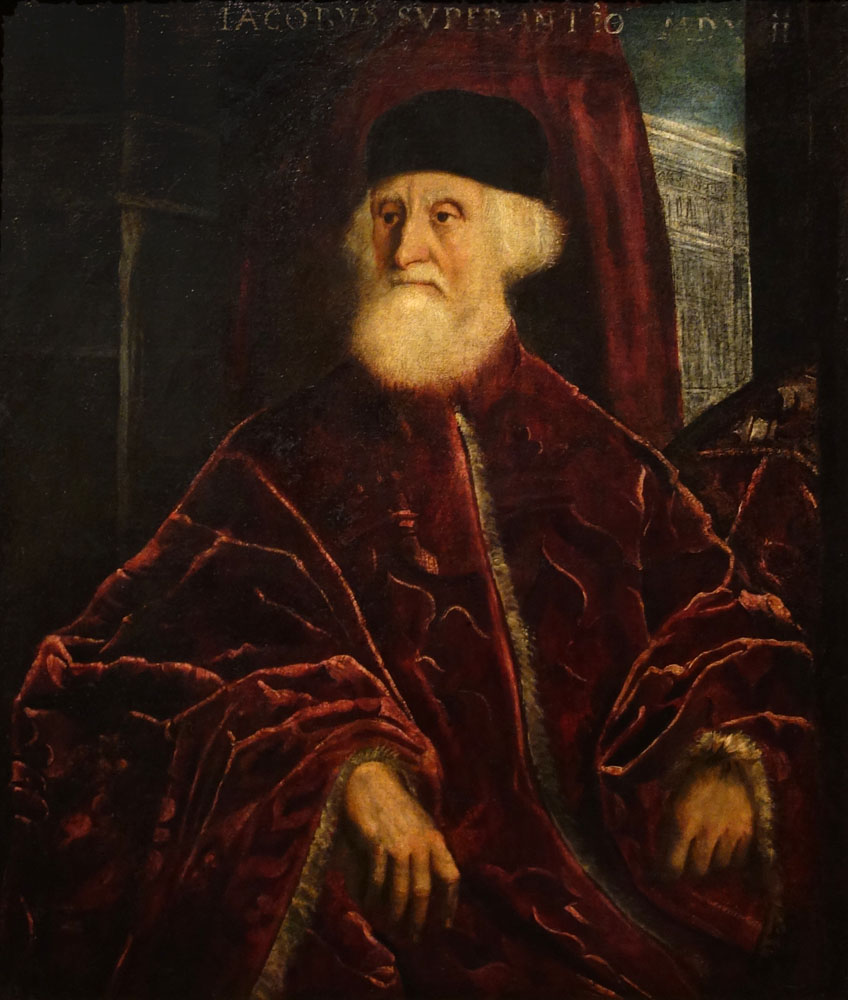
『サン・マルコ財務官ヤコポ・ソランツォの肖像』1550年頃 ヴェネツィア、アカデミア美術館所蔵
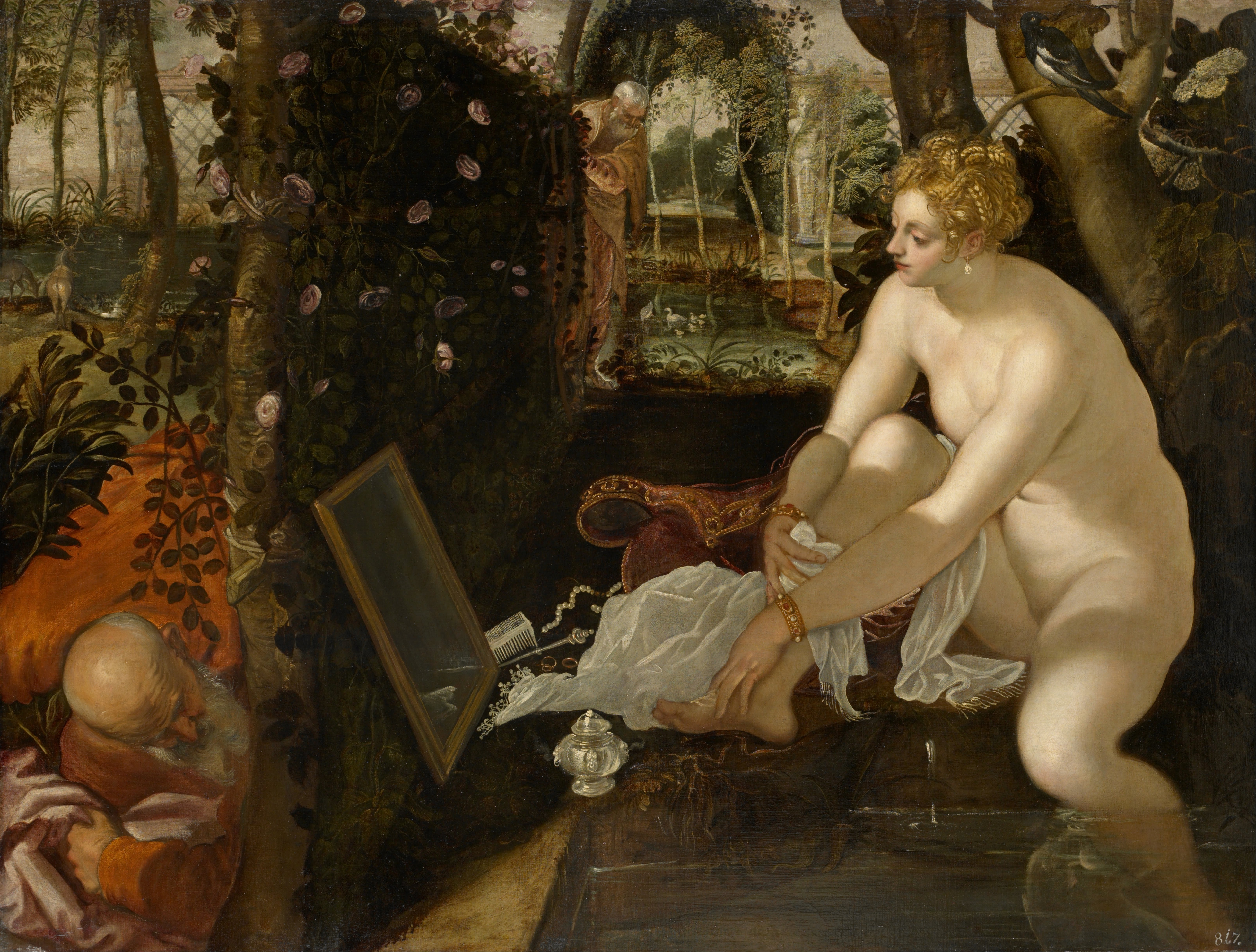
『スザンナと長老たち』16世紀後半 ウィーン、美術史美術館所蔵
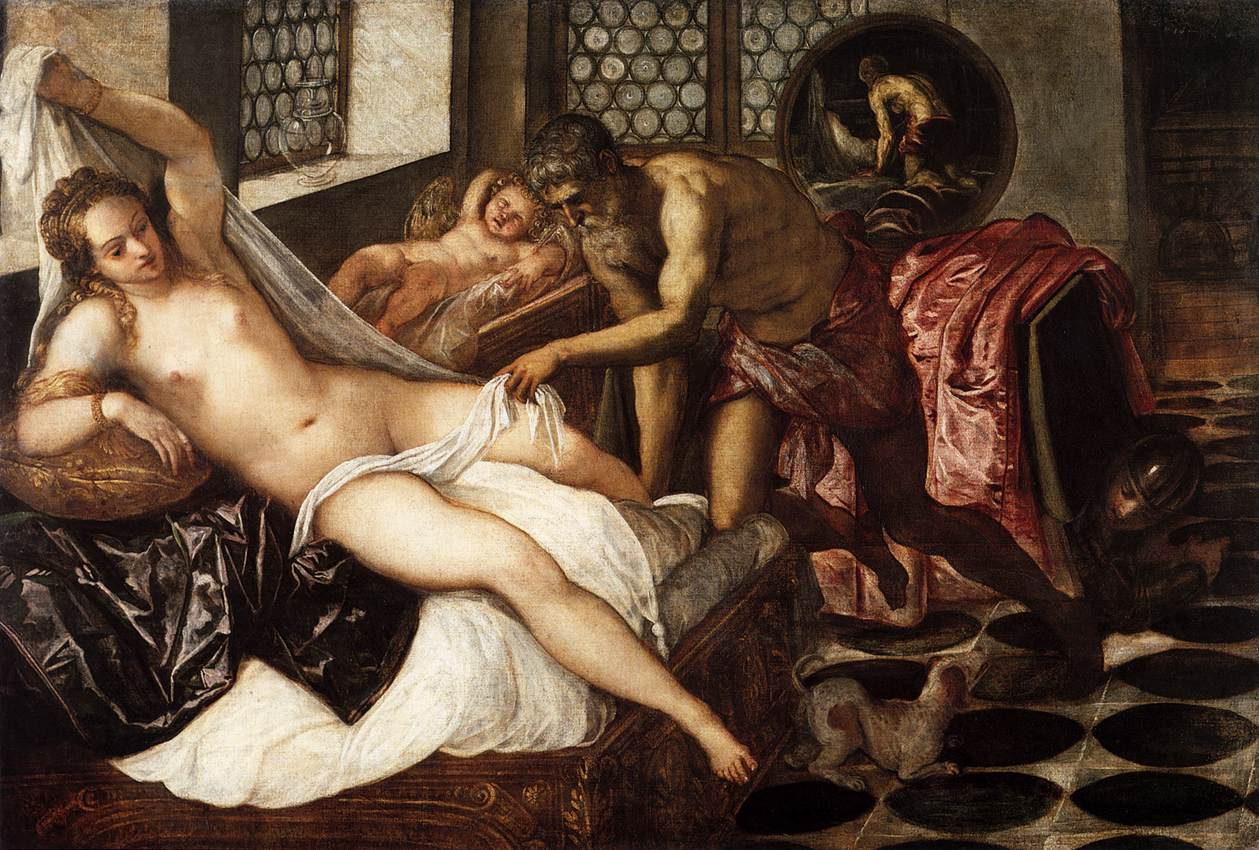
『ウルカヌスに驚かされるヴィーナスとマルス』1555年頃 ミュンヘン、アルテ・ピナコテーク所蔵
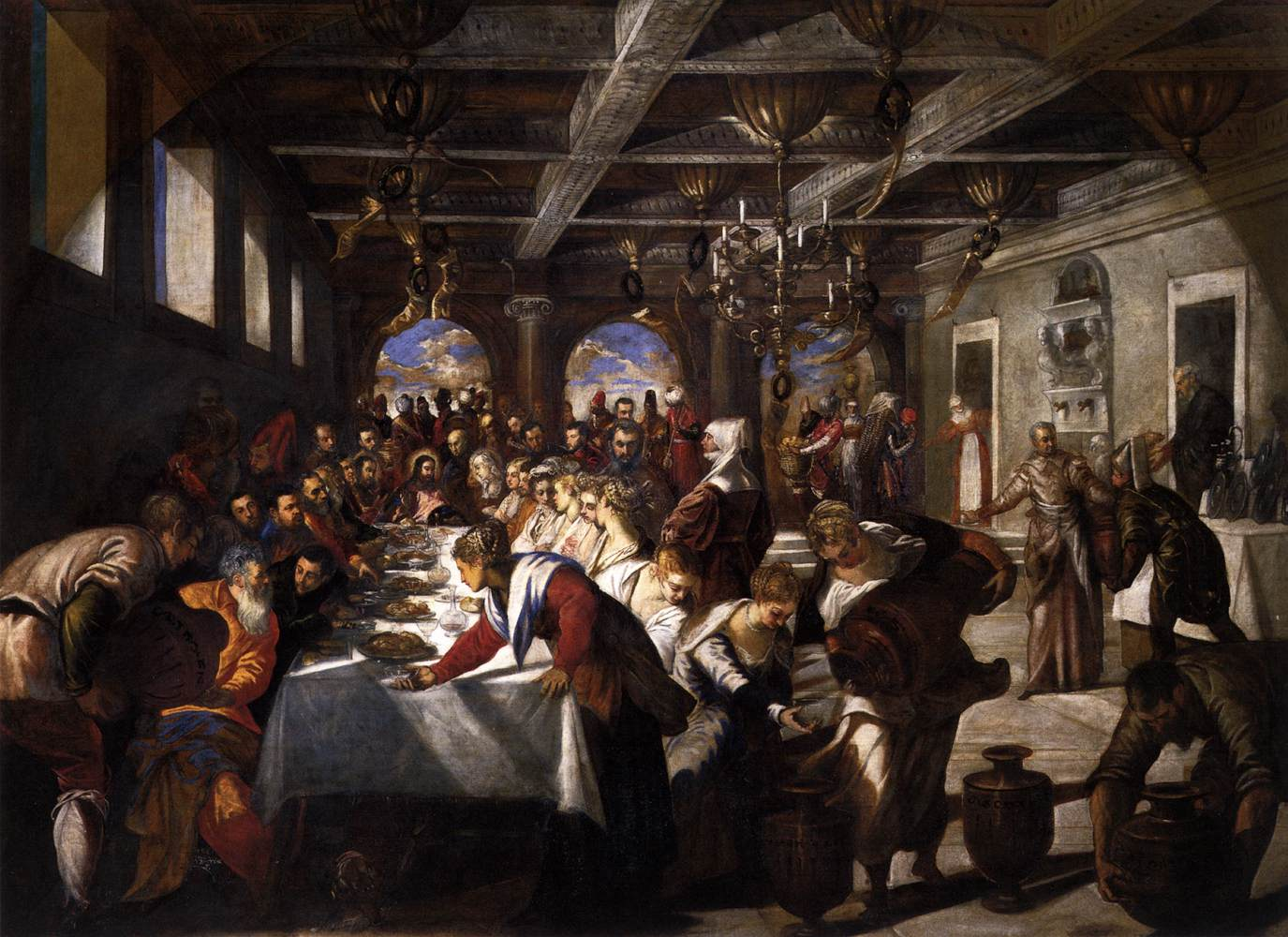
『カナの婚礼』1561年 ヴェネツィア、サンタ・マリア・デッラ・サルーテ聖堂所蔵
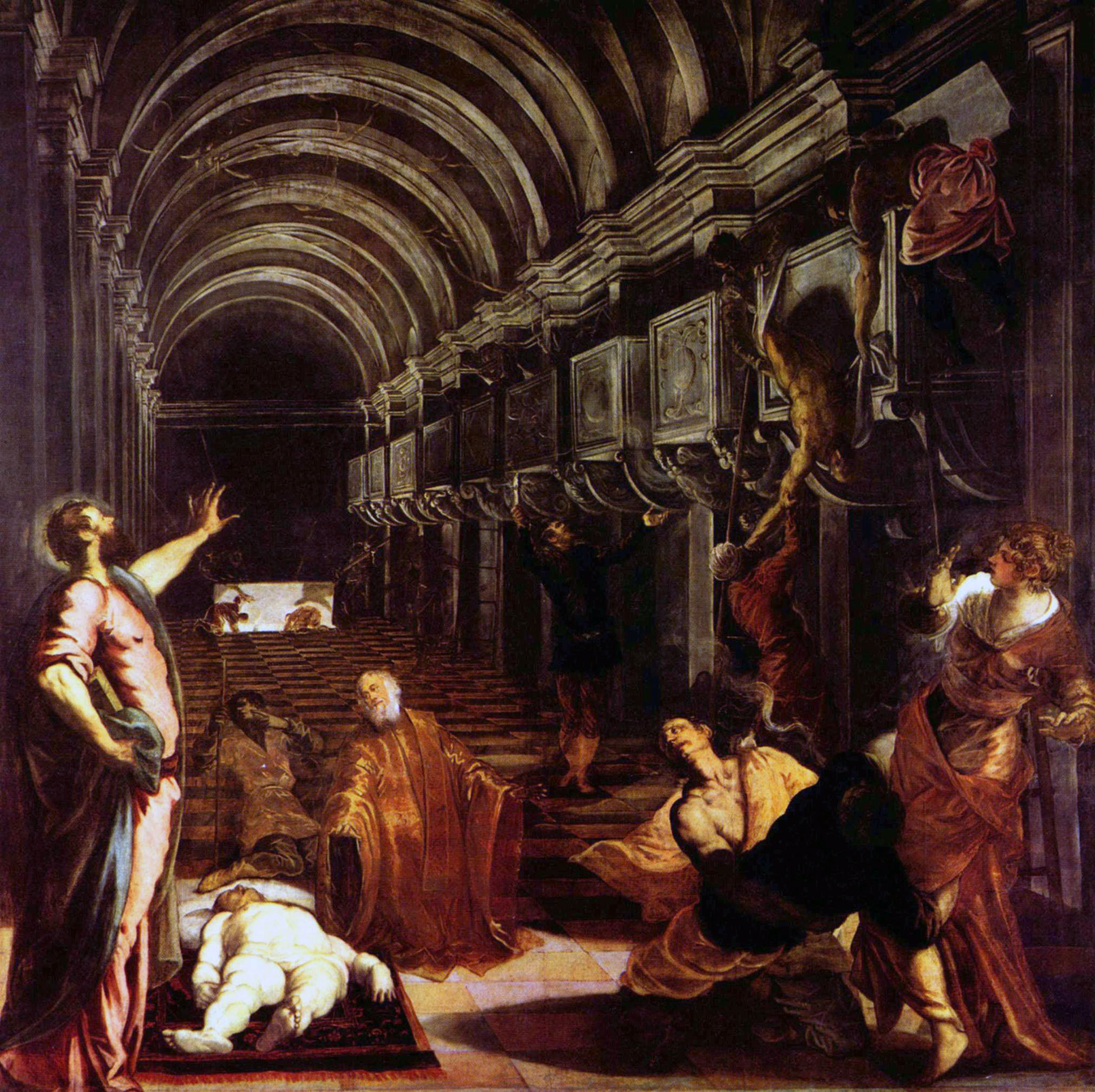
『聖マルコの遺骸の発見』1562年-1566年 ミラノ、ブレラ美術館所蔵
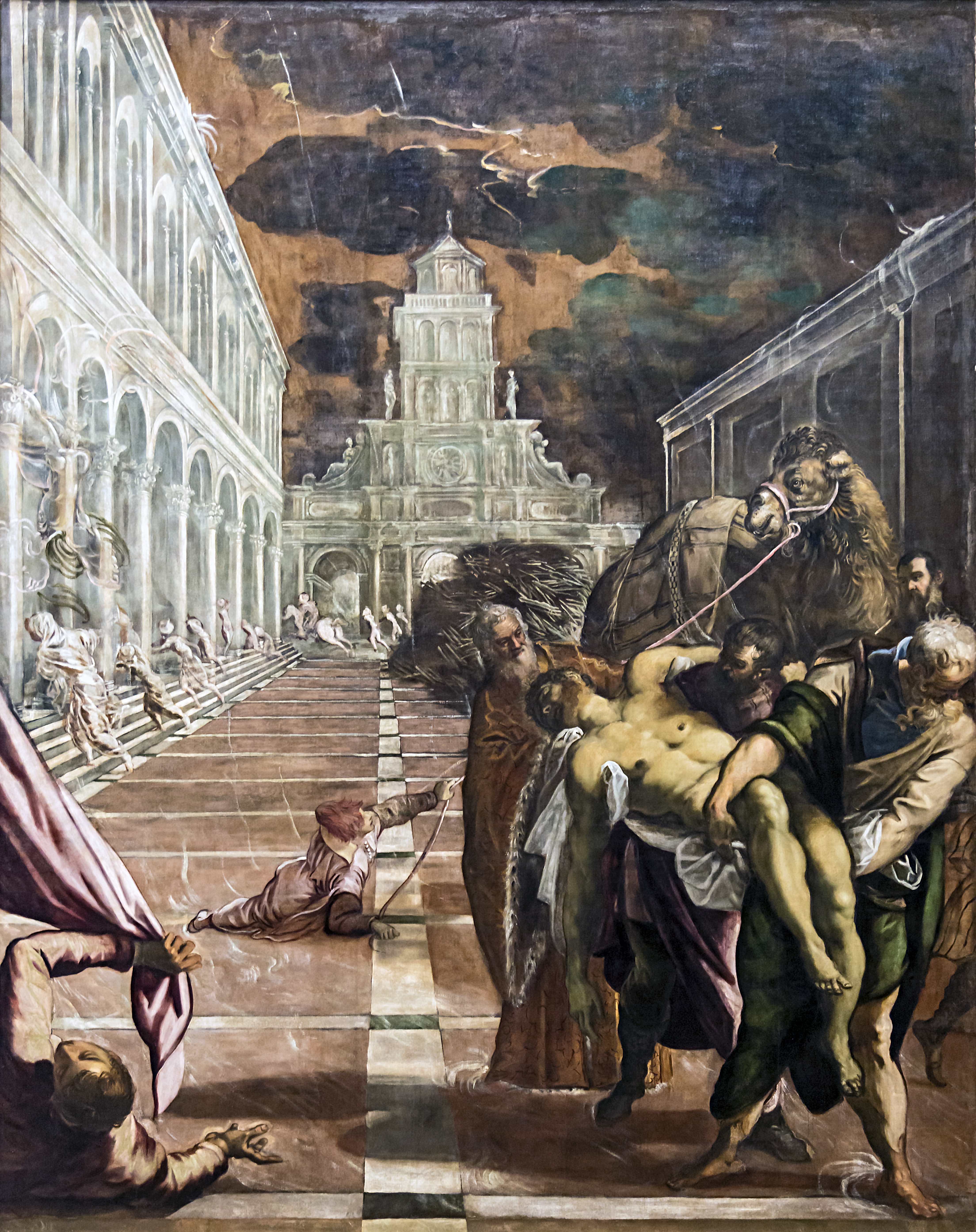
『聖マルコの遺骸の運搬』1562年-1566年 ヴェネツィア、アカデミア美術館所蔵
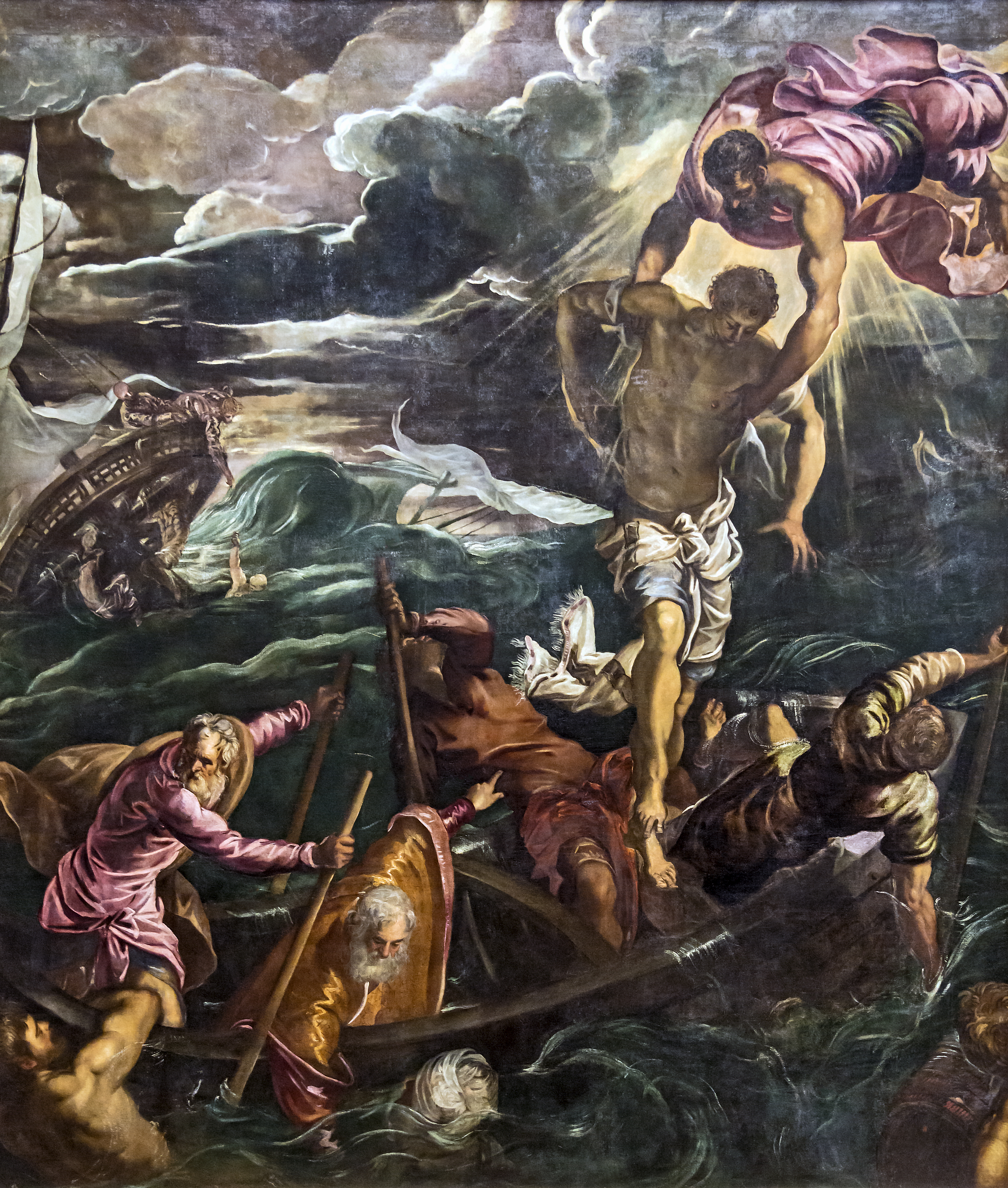
『サラセン人を救う聖マルコ』1562年-1566年 ヴェネツィア、アカデミア美術館所蔵
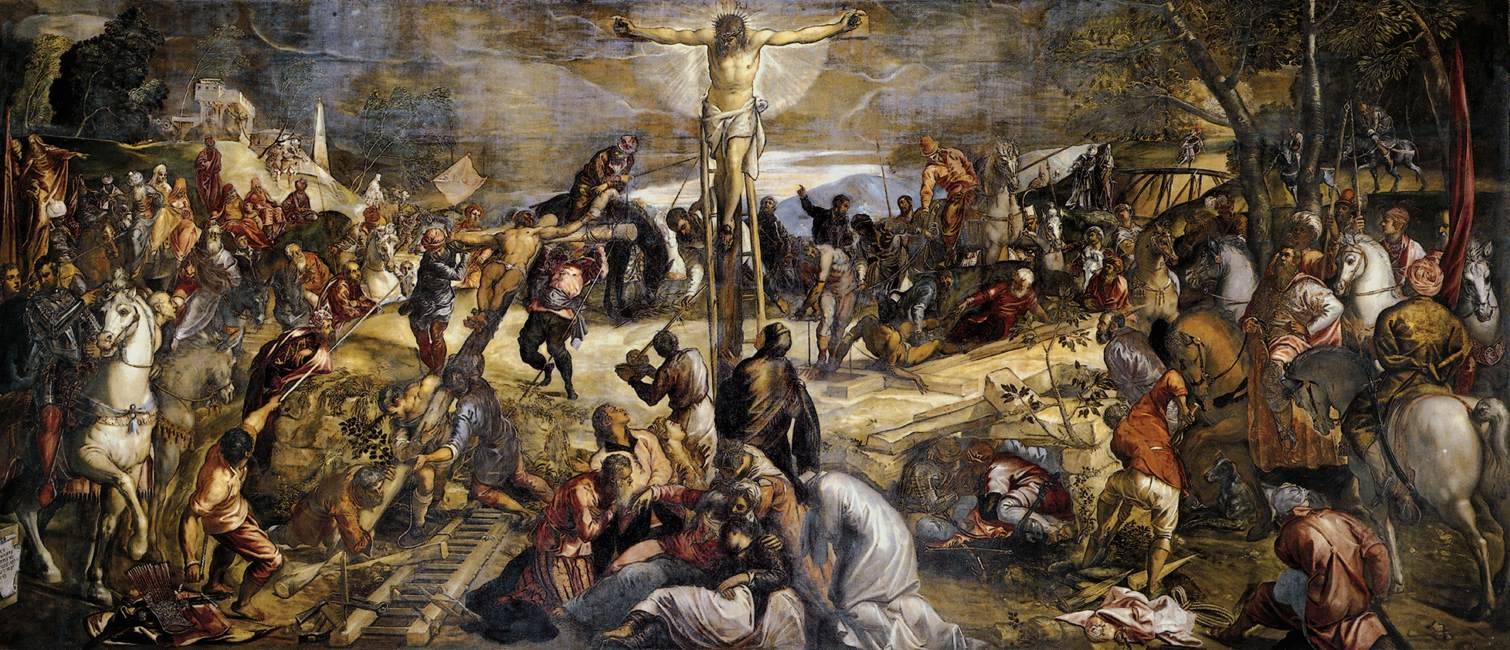
『磔刑』1565年 ヴェネツィア、サン・ロッコ大同信会所蔵
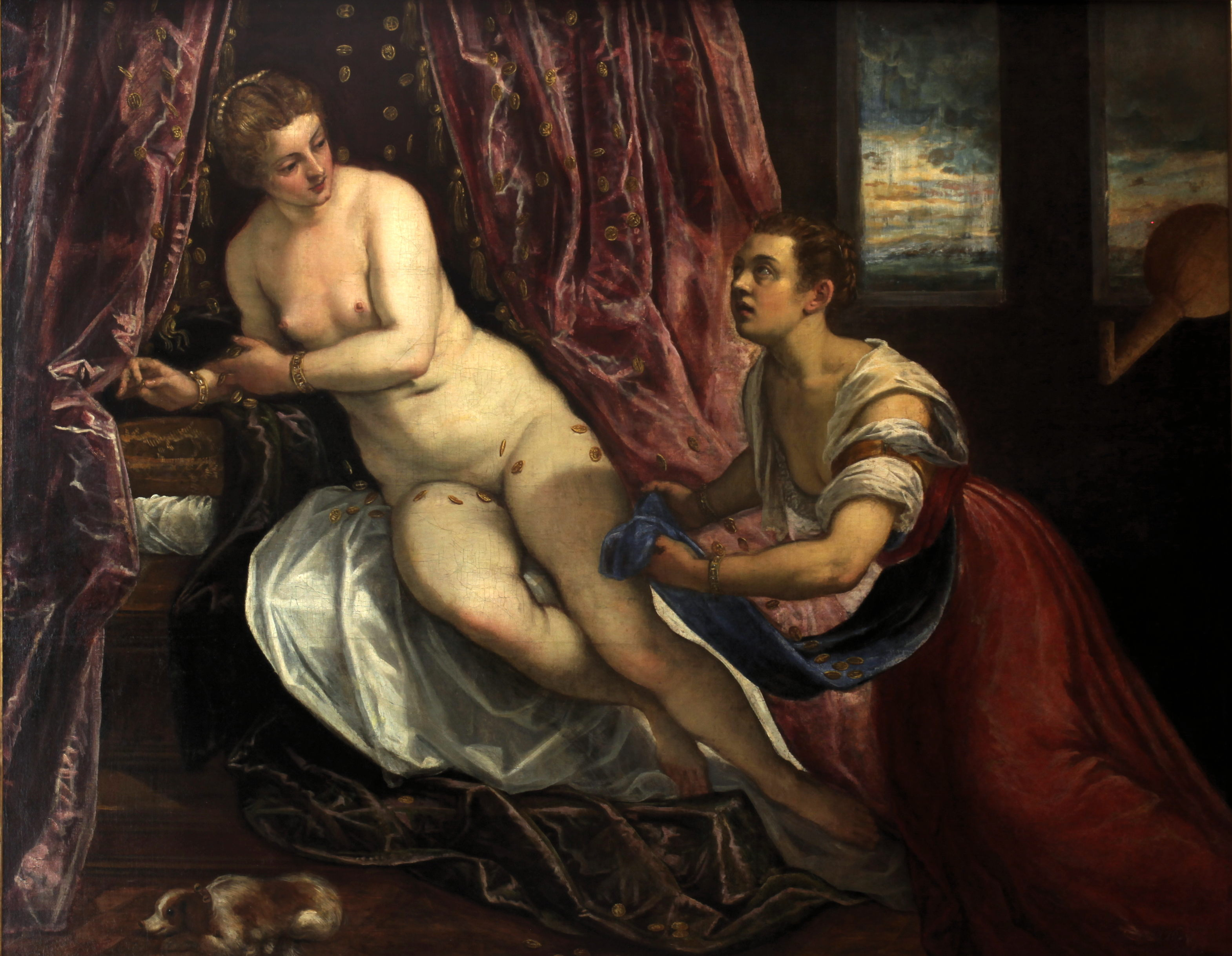
『ダナエ』1570年　リヨン、リヨン美術館所蔵
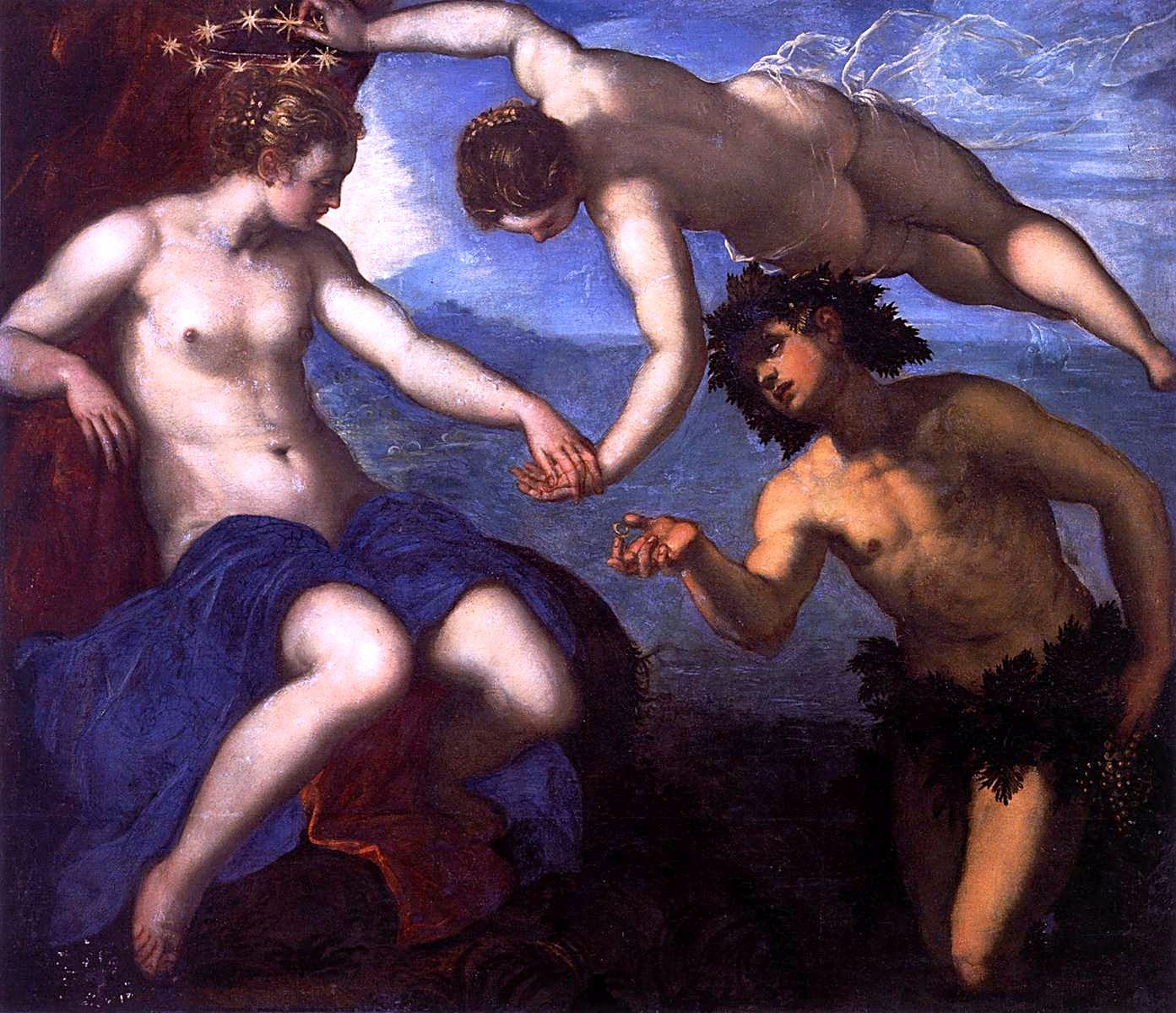
『ヴィーナスとアリアドネとバッカス』1576年　ヴェネツィア、ドゥカーレ宮殿所蔵
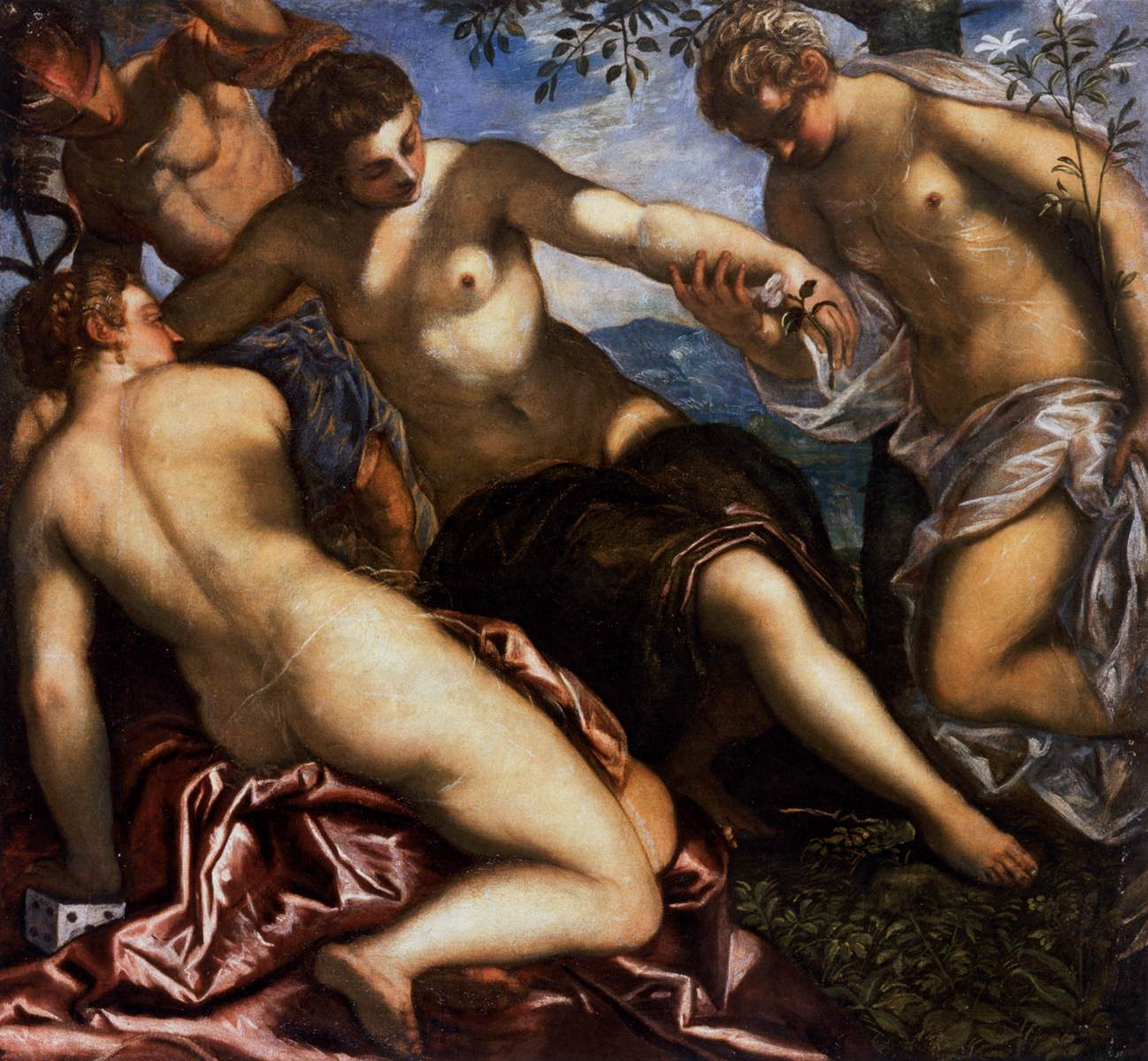
『三美神とメルクリウス』1576年と1577年の間　ヴェネツィア、ドゥカーレ宮殿所蔵
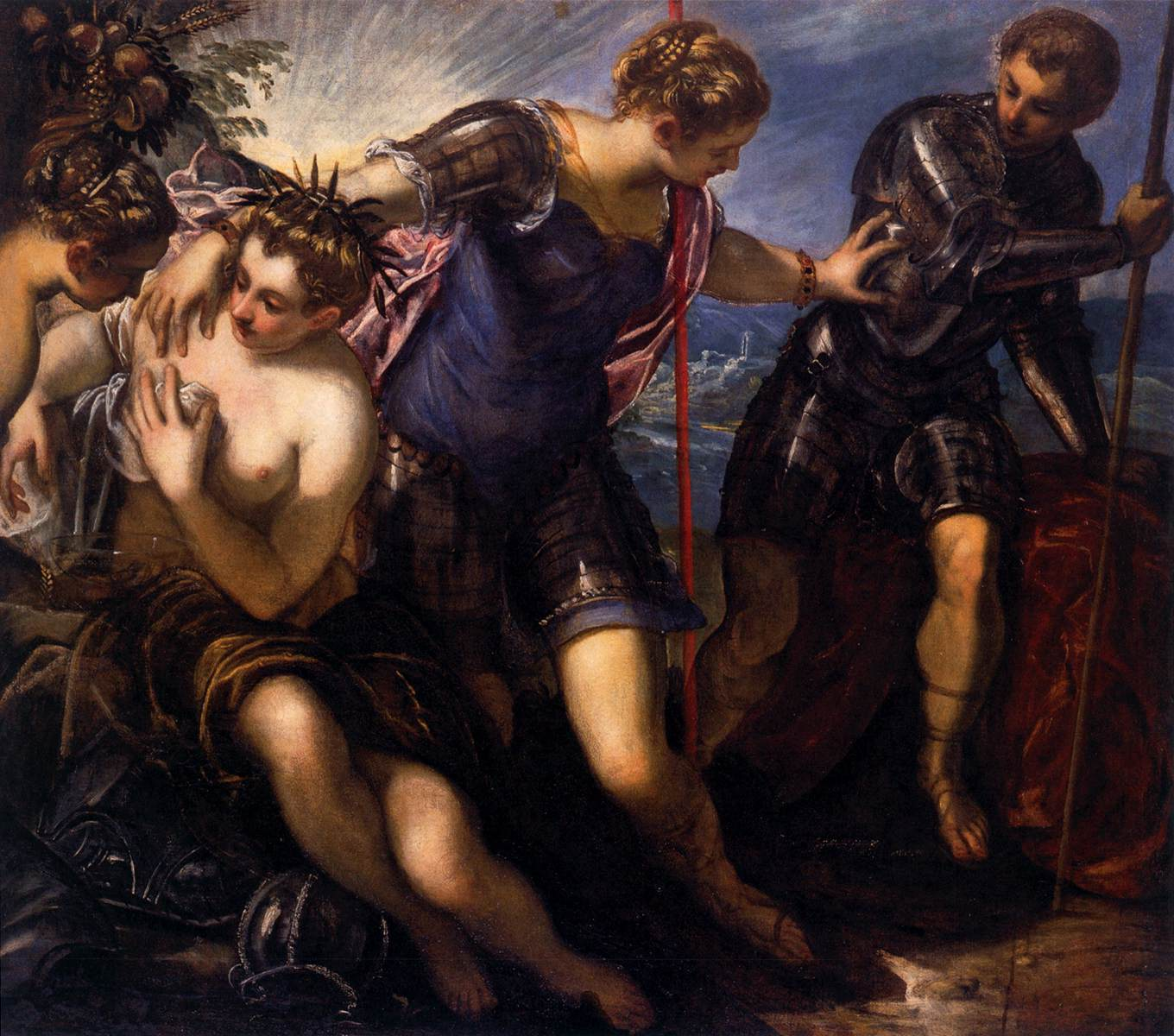
『マルスを退けるミネルヴァ』1576年と1577年の間　ヴェネツィア、ドゥカーレ宮殿所蔵
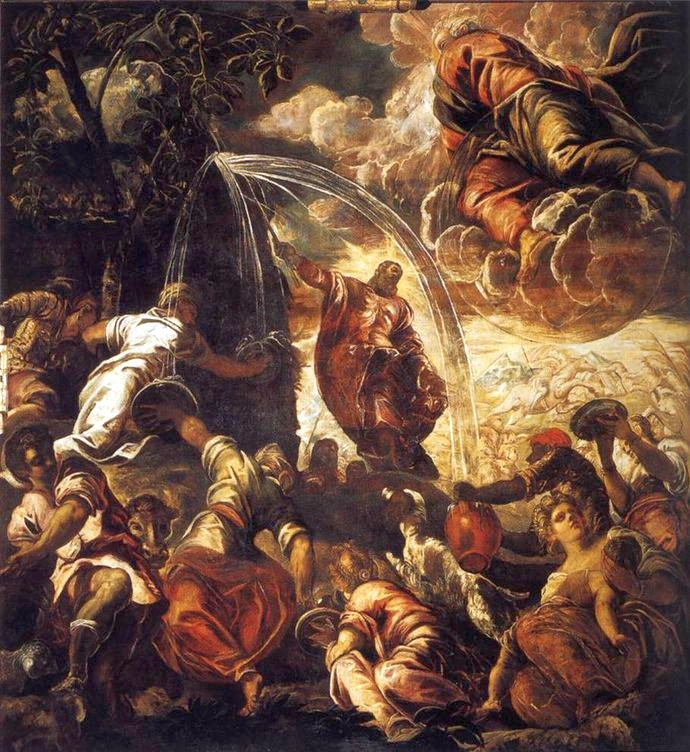
『岩から水を湧き出させるモーセ』1577年 ヴェネツィア、サン・ロッコ大同信会所蔵
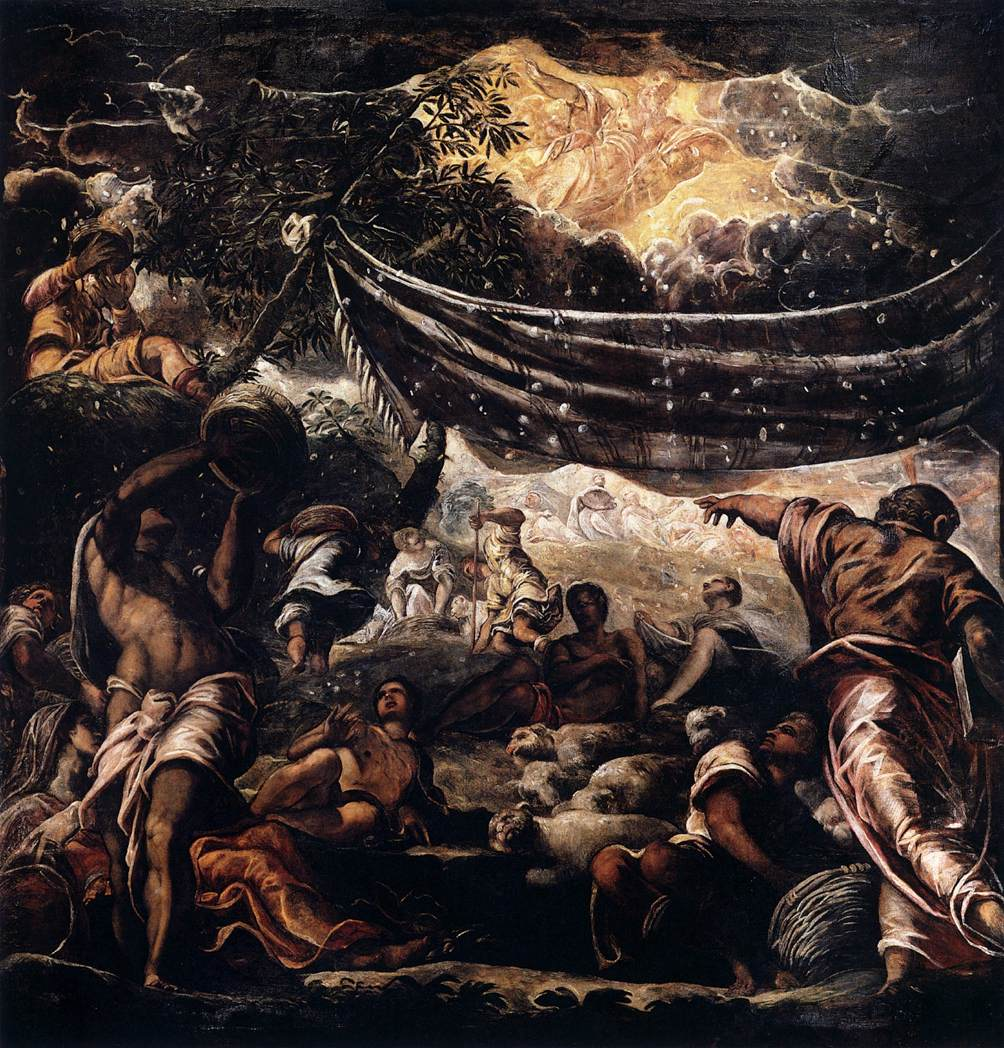
『マナの収集』1577年 ヴェネツィア、サン・ロッコ大同信会所蔵
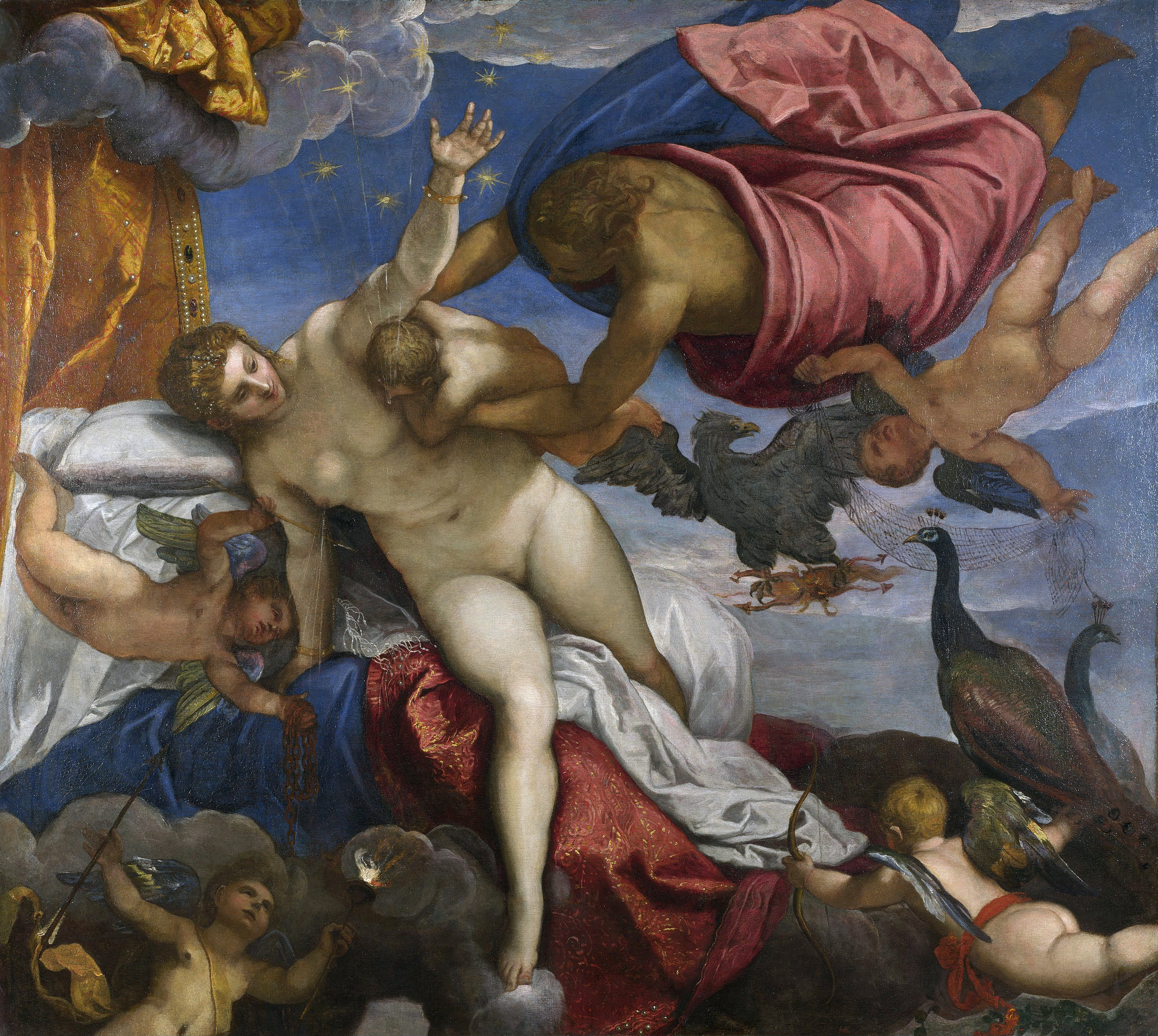
『天の川の起源』1575年-1580年 ロンドン、ナショナル・ギャラリー所蔵
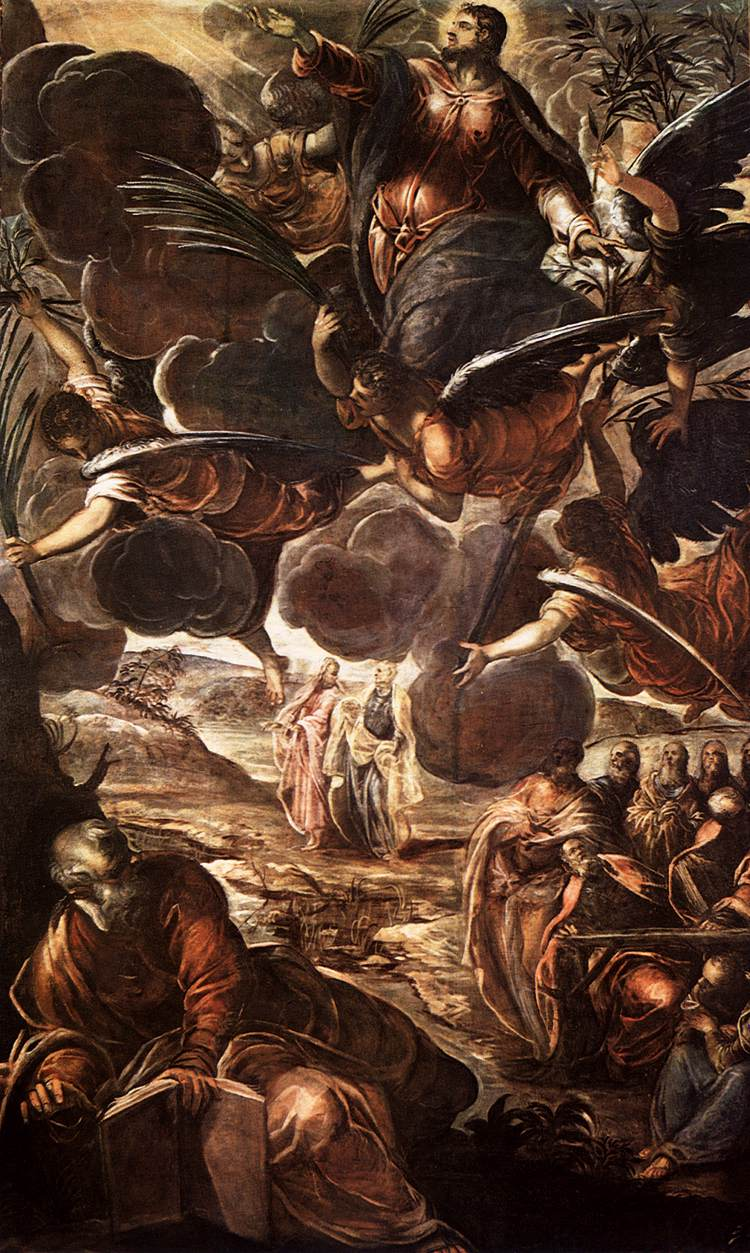
『キリストの昇天』1579年-1581年 ヴェネツィア、サン・ロッコ大同信会所蔵
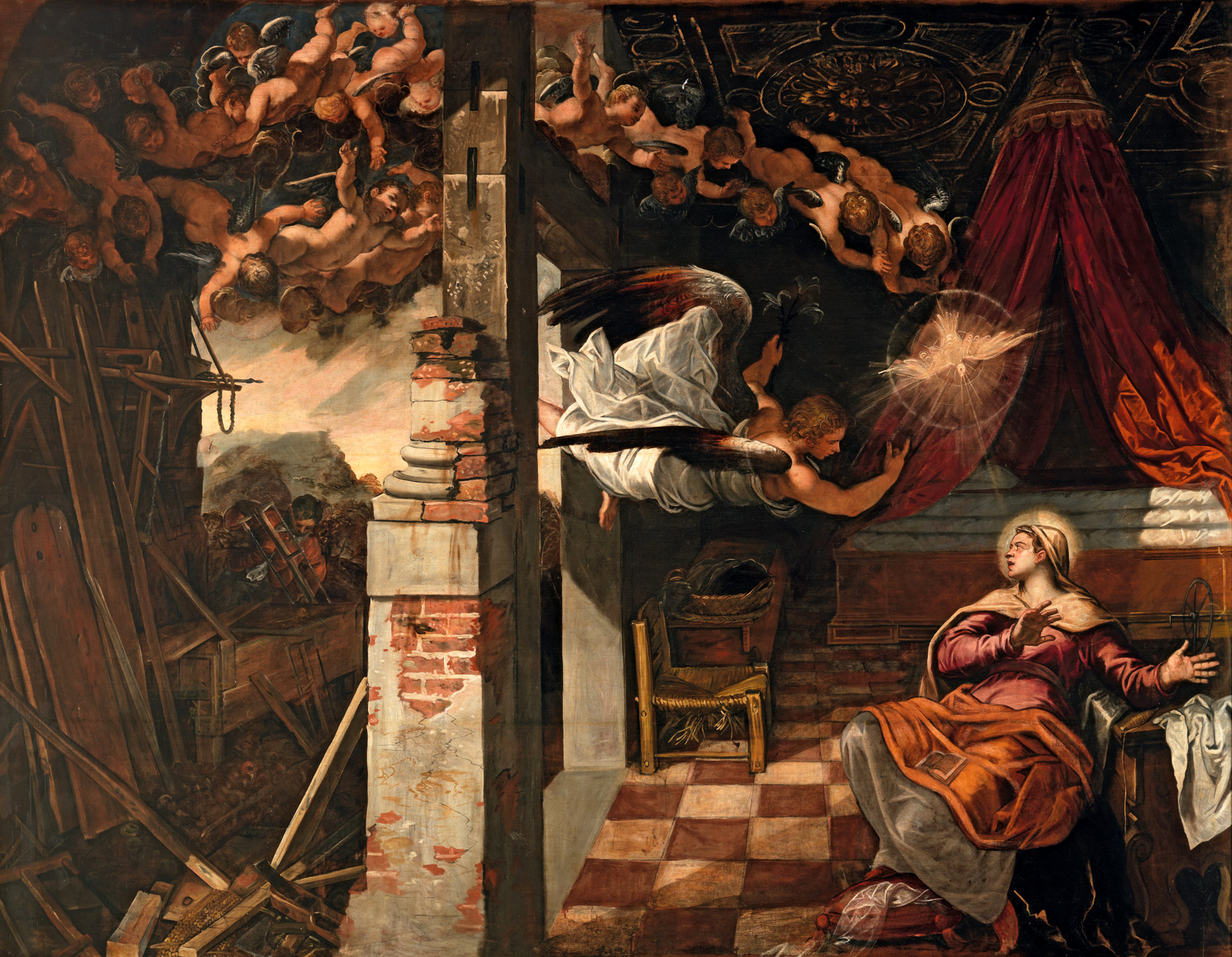
『受胎告知』1583年-1587年 ヴェネツィア、サン・ロッコ大同信会所蔵
『天国』1588年-1592年 ヴェネツィア、ドゥカーレ宮殿所蔵

## 参照
1. ↑  CBC, 2007.
2. ↑  高階秀爾『ダ・ヴィンチの「最後の晩餐」はなぜ傑作か？ 聖書の物語と美術』小学館、2014年、88頁。ISBN 978-4-09-823030-3。
3. 1 2 3 4 5 6  Ferino-Padgen, Orr, 2011, p 118.
4. ↑  Ferino-Padgen, Orr, 2011, pp. 118-119.
5. 1 2  Ferino-Padgen, Orr, 2011, p119.
6. ↑  これらの逸話に関しては次の資料を参照。A.J. Dézallier d'Argenville, Abrégé de la vie des plus fameux peintres, Paris, De Bure, 1745, p. 167.
7. ↑  Scoula Grandi San Rocco.
8. ↑  中野京子『名画の謎 中野京子と読み解く ギリシャ神話篇』文藝春秋、2011年、28頁。ISBN 978-4-16-373850-5。